# 山国町
山国町（やまくにまち）は、かつて大分県北西部、下毛郡の西端にあった町である。2005年（平成17年）3月1日に中津市に編入合併した。
一級河川山国川が町の中央部を貫通し、その源流である町の北部の英彦山をはさみ福岡県と接する。距離的に中津市市街地には遠いため、日田市の経済圏に属している。

## 歴史
- 1951年（昭和26年）4月1日 - 下毛郡溝部村、槻木村、三郷村が合併し、山国村（やまくにむら）が発足。
- 1958年（昭和33年）4月1日 - 町制施行し山国町となる。
- 1996年（平成8年）3月 - コアやまくに完成。
- 2005年（平成17年）3月1日 - 中津市に編入され消滅。

## 交通

### 鉄道
町内を鉄道路線は通っていない。最寄り駅は、JR九州久大本線日田駅。

### 道路
- 国道212号
- 国道496号
- 国道500号（国道496号との重複）
- 道の駅やまくに

## その他
- 水の郷百選 - ほたるの飛び交う源流のまち